# Jan Krucina
Jan Krucina (ur. 14 października 1928 w Karwinie-Darkowie, zm. 25 września 2020 we Wrocławiu) – polski duchowny katolicki, teolog, filozof, socjolog, specjalizujący się w etyce ogólnej, etyce społecznej, socjologii i teologii praktycznej.

## Życiorys
Urodził się 14 października 1928 w Karwinie-Darkowie na Zaolziu w Czechosłowacji. W latach 1947–1950 studiował na Wydziale Teologicznym Uniwersytetu w Ołomuńcu. Po likwidacji wydziału, przez komunistyczne władze Czechosłowacji, pracował jako robotnik, technik budowlany i kierownik działu planowania i inwestycji w jednym z zakładów  Zagłębia Ostrawskiego. Po II wojnie światowej przeniósł się do Wrocławia gdzie w latach 1957-1959 uzupełnił studia na Arcybiskupim Seminariu Duchowym we Wrocławiu. 21 czerwca 1959 otrzymał święcenia kapłańskie. Następnie podjął studia z zakresu filozofii praktycznej na Katolickim Uniwersytecie Lubelskim (KUL) w latach 1959–1963, które ukończył w 1965 uzyskując stopień doktora z filozofii na podstawie pracy: Dobro wspólne jako zasada społeczna.
W latach 1963–1974 był sekretarzem arcybiskupa (później kardynała) Bolesława Kominka.
W latach 1965–1979 wykładał na KUL-u. W tym samym czasie podjął pracę naukowo-dydaktyczną w Wyższym Seminarium Duchownym we Wrocławiu, gdzie w latach 1968–1988 był prorektorem. W latach 1988–1992 był rektorem Papieskiego Wydziału Teologicznego we Wrocławiu.
W dniu 7 grudnia 1972 roku otrzymał na KUL-u stopień doktora habilitowanego na podstawie rozprawy: Dobro wspólne. Teoria i jej zastosowanie. W 1973 został profesorem nadzwyczajnym, a w 1993 profesorem zwyczajnym.
Pełni funkcję redaktora naczelnego rocznika Colloquium Salutis i był dyrektorem Wydawnictwa Wrocławskiej Księgarni Archidiecezjalnej. W latach 1988–1992 pełnił funkcję rektora obu wrocławskich uczelni teologicznych. Za jego kadencji Papieski Wydział Teologiczny we Wrocławiu uzyskał prawo do nadawania stopnia doktora habilitowanego oraz zyskał oficjalne uznanie państwowe.
W 2002 został odznaczony Krzyżem Komandorskim I Klasy Odznaki Honorowej za Zasługi dla Republiki Austrii.
Został pochowany 1 października 2020 r. na cmentarzu św. Wawrzyńca we Wrocławiu przy ul. Bujwida.

## Publikacje
- Wartości podstawowe wobec Ewangelii, wyd. Tum, Wrocław 1995.
- Sumienie społeczeństwa, wyd. Tum, Wrocław 1995, ISBN 8386204818
- Wyzwolenie społeczne, wyd. Tum, Wrocław 1995.
- Drogami wolności, wyd. Tum, Wrocław 1996, ISBN 8386968133
- Encyklika Ojca Świętego Jana Pawła o Bożym Miłosierdziu Dives in misericordia, wyd. Tum, Wrocław 1996, ISBN 8386204931
- Jak obudzić przyszłość ?, wyd. Tum. Wrocław 1996, ISBN  8386968001
- Przestrzeń samorządu, wyd. Tum. Wrocław 1998, ISBN  8386968524
- Drogami Kościoła, wyd. Tum, Wrocław 2000,    ISBN 8386968942
- Pokój społeczny - pokój głębi, wyd. Tum, Wrocław 2001, ISBN 8388301659
- Bóg idzie naprzeciw, wyd. Tum, Wrocław 2003, ISBN 8388301241
- Dwanaście gwiazd : jedność Europy, wyd. Tum, Wrocław 2003, ISBN 8388301535
- Dobry początek - połowa pracy, wyd. Tum, Wrocław 1993.
- Gdzie Kościół jest rzeczywistością, wyd. Tum, Wrocław 1993.
- Myśl społeczna Kościoła, wyd. Tum, Wrocław 1993, ISBN 8386204001
- Co mówi Papież : nauczanie społeczne Jana Pawła II, wyd. Tum, Wrocław 2005, ISBN 8388301985